# Olib
Olib este o arie protejată (sit de importanță comunitară — SCI) din Croația întinsă pe o suprafață de 2.623,93 ha, integral pe uscat.

## Localizare
Centrul sitului Olib este situat la coordonatele 44°22′43″N 14°47′17″E / 44.378496°N 14.78801°E.

## Înființare
Situl Olib a fost declarat sit de importanță comunitară în iulie 2013 pentru a proteja 1 specie de animale.

## Biodiversitate
Situată în ecoregiunea mediteraneană, aria protejată conține 5 habitate naturale: Faleze cu vegetație de Limonium spp. endemic de pe coastele mediteraneene, Vegetație anuală la limita mareei, Pășuni mediteraneene udate de apa mării (Juncetalia maritimi), Pajiști umede atlantice temperate cu Erica ciliaris și Erica tetralix, Salicornia și alte specii anuale care populează regiunile mlăștinoase și nisipoase.
La baza desemnării sitului se află o specie protejată de  reptile: șarpele cu patru dungi (Elaphe quatuorlineata).